# Miriam Margolyes
Miriam Margolyes (ur. 18 maja 1941 w Oksfordzie) – brytyjska aktorka filmowa, teatralna, telewizyjna i dubbingowa.

## Życiorys
Jej pradziadek Symeon Sandmann urodził się w Margoninie w 1824, a w 1870 wyemigrował do Anglii. Aktorka w 2013 odwiedziła Margonin w poszukiwaniu przodków swojej matki.
Znana przede wszystkim z roli profesor Pomony Sprout w filmie Harry Potter i Komnata Tajemnic. W filmie Jak stracić przyjaciół i zrazić do siebie ludzi grała Polkę, panią Kowalski, która wynajmowała mieszkanie Sydneyowi Youngowi. Aktorka jest lesbijką.
Wystąpiła w 12 odcinkach serialu Zagadki kryminalne panny Fisher oraz w filmie Panna Fisher i Krypta Łez jako Prudence, ciotka głównej bohaterki.

## Odznaczenia i nagrody
- 2001 – Oficer Orderu Imperium Brytyjskiego (OBE)[4]
- 1994 – Nagroda BAFTA: Wiek niewinności (najlepsza aktorka drugoplanowa)